# Catedrala Sfânta Hedviga

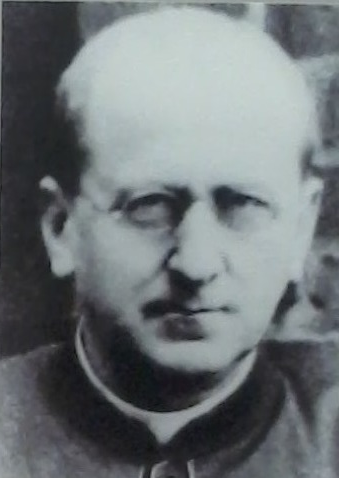
Fericitul Bernhard Lichtenberg, paroh al catedralei (1932-1943)

Catedrala Sfânta Hedviga (în germană Sankt-Hedwigs-Kathedrale) este principalul lăcaș de cult catolic din Berlin. Edificiul a fost construit între 1747-1773, în contextul politicii de toleranță religioasă inițiate de regele Frederic al II-lea al Prusiei. Lăcașul a fost construit în stil clasicist, după modelul Panteonului din Roma. Biserica se află sub patronajul sfintei Hedviga, cu sărbătoarea de hram pe 16 octombrie.

## Personalități
Din 1932 paroh al catedralei a fost preotul Bernhard Lichtenberg. Ministrul nazist al propagandei, Joseph Goebbels, i-a pus gând rău lui Lichtenberg după ce acesta i-a îndemnat pe credincioși într-o predică să vizioneze filmul pacifist Pe frontul de vest nimic nou, ecranizarea romanului omonim al lui Erich Maria Remarque. Poliția secretă Gestapo a percheziționat în 1933 locuința lui Lichtenberg, însă acesta nu s-a lăsat intimidat. În 1941, după începerea războiului, a fost arestat. A murit într-un lagăr de concentrare la 5 noiembrie 1943. În anul 1965 a început procesul său de beatificare. Papa Ioan Paul al II-lea l-a beatificat în 1996, cu sărbătoarea pe 5 noiembrie.